# Wiadukt Riddings Junction
Wiadukt Riddings Junction (ang. Riddings Junction Viaduct) – nieczynny wiadukt kolejowy położony około 2 kilometrów na południowy wschód od miasta Canonbie. Wiadukt przebiega przez granicę szkocko-angielską i leży w połowie na obszarze szkockiej jednostki administracyjnej (council area) Dumfries and Galloway, a druga jego część na obszarze angielskiego hrabstwa Kumbria.

## Opis
Łukowy wiadukt kamienny, posiadający 9 przęseł, wykonany z czerwonego piaskowca. Wiadukt szerokim łukiem przebiega przez graniczną rzekę Liddel Water. Filary wiaduktu chronią wąskie izbice. Ceglana balustrada i żelazne poręcze dodane zostały w XX wieku.

## Historia
Otwarcie wiaduktu nastąpiło 18 kwietnia 1864 roku. Wiadukt był elementem rozgałęzienia jednotorowej linii kolejowej Waverley Line, towarzystwa kolejowego North British Railway, łączącego miasto Langholm. Po zamknięciu połączenia 18 września 1967 roku tory zostały zlikwidowane, a wiadukt od tego czasu nie jest używany. W 1971 roku wiadukt został wpisany na szkocką listę zabytków, w najwyższej kategorii A i jako obiekt zabytkowy zaliczony do klasy II* (ang.Grade II*) obiektów zabytkowych w Wielkiej Brytanii.

## Galeria

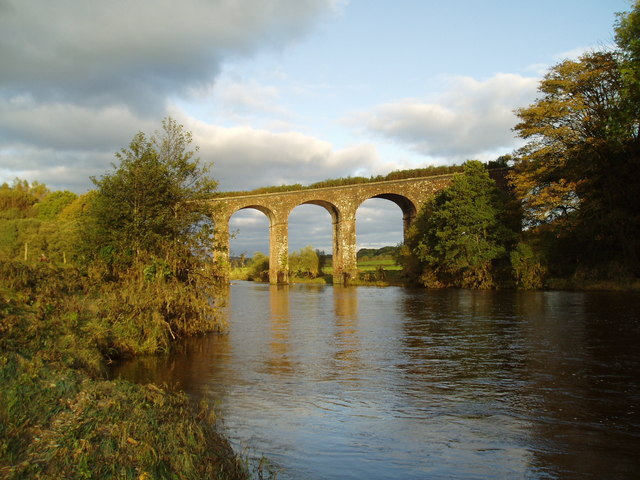